# George Ezra

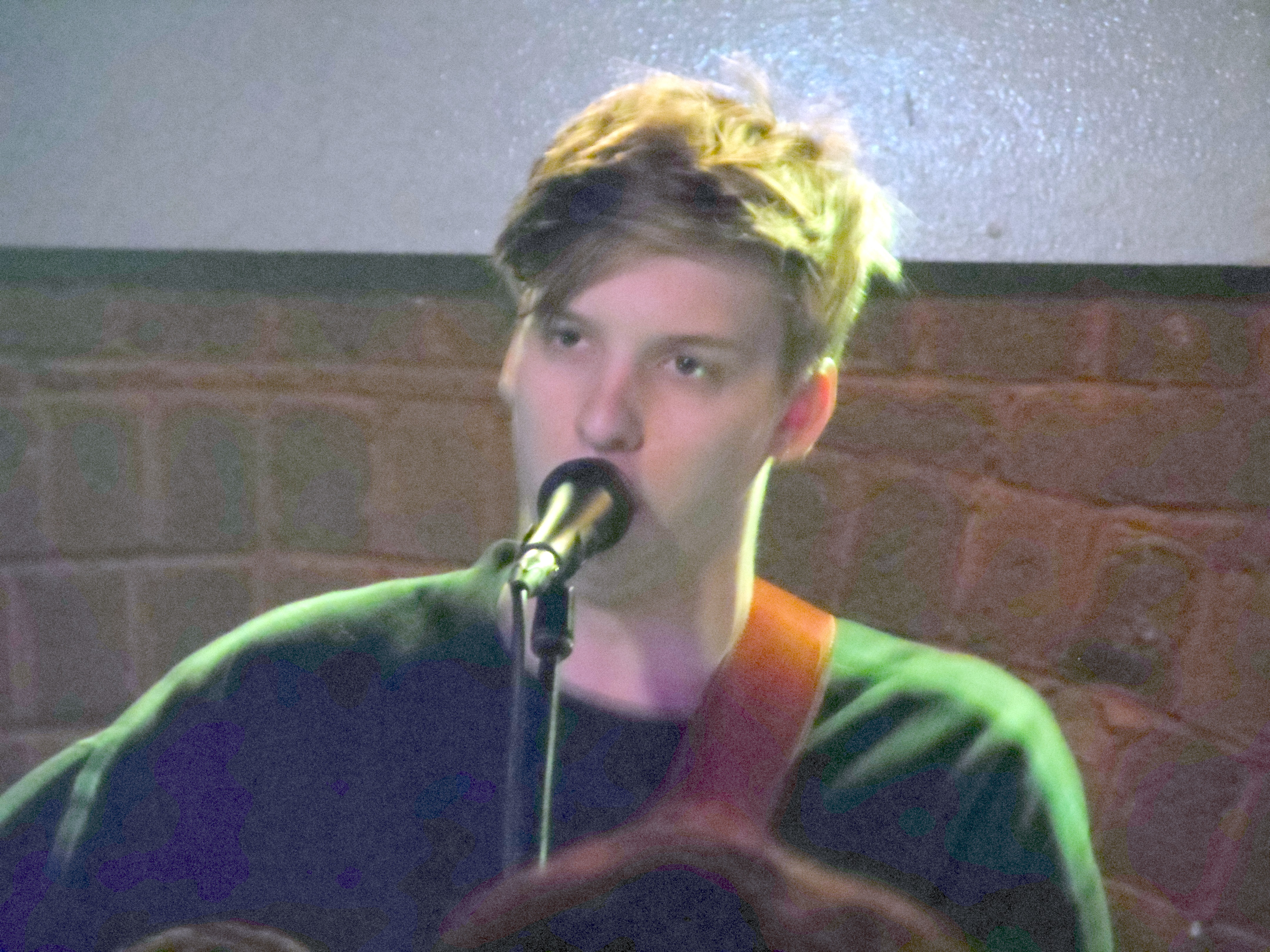
George Ezra la Sheffield (martie 2012)

George Ezra Barnett (n. 7 iunie 1993, Hertford, Anglia, Regatul Unit) este un cântăreț englez.